# Bulgarie aux Jeux olympiques d'été de 2012
La Bulgarie participe aux Jeux olympiques d'été de 2012 à Londres au Royaume-Uni du 27 juillet au 12 août 2012. Il s'agit de sa 19e participation à des Jeux olympiques d'été.

## Médaillés
| Médaille | Nom            | Sport         | Épreuve               | Date       |
| -------- | -------------- | ------------- | --------------------- | ---------- |
| Argent   | Stanka Zlateva | Lutte         | Moins de 72 kg femmes | 9 août     |
| Argent   | Milka Maneva   | Haltérophilie | Moins de 63 kg femmes | 31 juillet |
| Bronze   | Tervel Pulev   | Boxe          | Poids lourds hommes   | 10 août    |

## Badminton
| Athlète          | Compétition  | Phase de groupe  | Phase de groupe  | Phase de groupe  | Phase de groupe | 8e de finale     | Quarts de finale | Demi-finales     | Finale           | Finale |
| Athlète          | Compétition  | Adversaire Score | Adversaire Score | Adversaire Score | Rang            | Adversaire Score | Adversaire Score | Adversaire Score | Adversaire Score | Rang   |
| ---------------- | ------------ | ---------------- | ---------------- | ---------------- | --------------- | ---------------- | ---------------- | ---------------- | ---------------- | ------ |
| Petya Nedelcheva | Simple dames |                  |                  |                  |                 |                  |                  |                  |                  |        |

## Cyclisme

### Cyclisme sur route
En cyclisme sur route, la Bulgarie a qualifié deux hommes et aucune femme.
| Athlète       | Compétition            | Temps           | Rang |
| ------------- | ---------------------- | --------------- | ---- |
| Spas Gyurov   | Course en ligne hommes | Abandon         | -    |
| Danail Petrov | Course en ligne hommes | 5 h 46 min 37 s | 61e  |

## Escrime
Femmes
| Athlète               | Compétition      | 1/32 de finale   | 1/16 de finale   | 1/8 de finale    | Quarts de finale | Demi-finales     | Finale           | Finale |
| Athlète               | Compétition      | Adversaire Score | Adversaire Score | Adversaire Score | Adversaire Score | Adversaire Score | Adversaire Score | Rang   |
| --------------------- | ---------------- | ---------------- | ---------------- | ---------------- | ---------------- | ---------------- | ---------------- | ------ |
| Margarita Tschomakova | Sabre individuel |                  |                  |                  |                  |                  |                  |        |

## Gymnastique

### Artistique
Hommes
| Athlète         | Compétition | Appareils | Appareils | Appareils | Appareils | Appareils | Appareils | Qualification | Qualification | Appareils | Appareils | Appareils | Appareils | Appareils | Appareils | Finale | Finale |
| Athlète         | Compétition | S         | CA        | A         | SC        | BP        | BF        | Total         | Rang          | S         | CA        | A         | SC        | BP        | BF        | Total  | Rang   |
| --------------- | ----------- | --------- | --------- | --------- | --------- | --------- | --------- | ------------- | ------------- | --------- | --------- | --------- | --------- | --------- | --------- | ------ | ------ |
| Jordan Jovtchev | Individuel  |           |           |           |           |           |           |               |               |           |           |           |           |           |           |        |        |

Femmes
| Athlète        | Compétition | Appareils | Appareils | Appareils | Appareils | Qualification | Qualification | Appareils | Appareils | Appareils | Appareils | Finale | Finale |
| Athlète        | Compétition | S         | SC        | BA        | P         | Total         | Rang          | S         | SC        | BA        | P         | Total  | Rang   |
| -------------- | ----------- | --------- | --------- | --------- | --------- | ------------- | ------------- | --------- | --------- | --------- | --------- | ------ | ------ |
| Ralitsa Mileva | Individuel  |           |           |           |           |               |               |           |           |           |           |        |        |

### Rythmique
| Athlète       | Compétition | Qualification | Qualification | Qualification | Qualification | Qualification | Qualification | Finale  | Finale | Finale | Finale | Finale | Finale |
| Athlète       | Compétition | Cerceau       | Ballon        | Massue        | Ruban         | Total         | Rang          | Cerceau | Ballon | Massue | Ruban  | Total  | Rang   |
| ------------- | ----------- | ------------- | ------------- | ------------- | ------------- | ------------- | ------------- | ------- | ------ | ------ | ------ | ------ | ------ |
| Silvia Miteva | Individuel  |               |               |               |               |               |               |         |        |        |        |        |        |

| Athlète                                                                                                | Compétition | Qualification | Qualification       | Qualification | Qualification | Finale    | Finale              | Finale | Finale |
| Athlète                                                                                                | Compétition | 5 ballons     | 3 rubans 2 cerceaux | Total         | Rang          | 5 ballons | 3 rubans 2 cerceaux | Total  | Rang   |
| --- | ----------- | ------------- | ------------------- | ------------- | ------------- | --------- | ------------------- | ------ | ------ |
| Reneta Kamberova Mihaela Maevska Tsvetelina Naydenova Elena Todorova Hristiana Todorova Katrin Velkova | Par équipes |               |                     |               |               |           |                     |        |        |

## Judo
| Athlète       | Compétition           | 1/32 de finale      | 1/16 de finale      | 1/8 de finale       | Quarts de finale    | Demi-finales        | Repêchage 1         | Repêchage 2         | Finale              | Finale |
| Athlète       | Compétition           | Adversaire Résultat | Adversaire Résultat | Adversaire Résultat | Adversaire Résultat | Adversaire Résultat | Adversaire Résultat | Adversaire Résultat | Adversaire Résultat | Rang   |
| ------------- | --------------------- | ------------------- | ------------------- | ------------------- | ------------------- | ------------------- | ------------------- | ------------------- | ------------------- | ------ |
| Martin Ivanov | Moins de 66 kg hommes |                     |                     |                     |                     |                     |                     |                     |                     |        |

## Tir
Hommes
| Athlète     | Compétition                  | Qualification | Qualification | Finale | Finale |
| Athlète     | Compétition                  | Points        | Rang          | Points | Rang   |
| ----------- | ---------------------------- | ------------- | ------------- | ------ | ------ |
| Anton Rizov | Carabine à 10 m air comprimé | 593           | 22e           | NC     | NC     |

Femmes
| Athlète          | Compétition                  | Qualification | Qualification | Finale | Finale |
| Athlète          | Compétition                  | Points        | Rang          | Points | Rang   |
| ---------------- | ---------------------------- | ------------- | ------------- | ------ | ------ |
| Antoaneta Boneva | Pistolet à 25 m              | 582           | 10e           | NC     | NC     |
| Maria Grozdeva   | Pistolet à 25 m              | 583           | 9e            | NC     | NC     |
| Petya Lukanova   | Carabine à 10 m air comprimé | 392           | 40e           | NC     | NC     |

## Tir à l'arc
| Athlète       | Compétition       | Tour préliminaire | Tour préliminaire | 1er tour         | 2e tour          | 3e tour          | Quarts de finale | Demi-finales     | Finale           | Finale |
| Athlète       | Compétition       | Score             | Rang              | Adversaire Score | Adversaire Score | Adversaire Score | Adversaire Score | Adversaire Score | Adversaire Score | Rang   |
| ------------- | ----------------- | ----------------- | ----------------- | ---------------- | ---------------- | ---------------- | ---------------- | ---------------- | ---------------- | ------ |
| Yavor Hristov | Individuel hommes |                   |                   |                  |                  |                  |                  |                  |                  |        |

## Volley-ball

### Tournoi masculin
Classement
Les quatre premières équipes de la poule sont qualifiées.
- Qualifiés pour les quarts de finale
- Éliminés

| # | Équipe          | Pts | J | G | Gt | Pt | P | Sp | Sc | Ratio | Pp | Pc | Ratio |
| 1 | Grande-Bretagne | 0   | 0 | 0 | 0  | 0  | 0 | 0  | 0  | MAX   | 0  | 0  |       |
| 2 | Italie          | 0   | 0 | 0 | 0  | 0  | 0 | 0  | 0  | MAX   | 0  | 0  |       |
| 3 | Pologne         | 0   | 0 | 0 | 0  | 0  | 0 | 0  | 0  | MAX   | 0  | 0  |       |
| 4 | Argentine       | 0   | 0 | 0 | 0  | 0  | 0 | 0  | 0  | MAX   | 0  | 0  |       |
| 5 | Bulgarie        | 0   | 0 | 0 | 0  | 0  | 0 | 0  | 0  | MAX   | 0  | 0  |       |
| 6 | Australie       | 0   | 0 | 0 | 0  | 0  | 0 | 0  | 0  | MAX   | 0  | 0  |       |

Matchs